# Oberweiler (Meinheim)
Oberweiler ist ein Gemeindeteil der Gemeinde Meinheim im Landkreis Weißenburg-Gunzenhausen (Mittelfranken, Bayern). Oberweiler liegt in der Gemarkung Meinheim.
Der Weiler liegt am Nordrand des Berolzheimer Waldes, am Nordostabfall des Hahnenkamms etwa zwei Kilometer südlich von Meinheim. Der Oberweiler Graben, ein unweit südlich im Wald entspringender Oberlauf eines Zuflusses der Altmühl, fließt im Nordosten vorbei. Eine Straße führt zur Kreisstraße WUG 34 von Meinheim nach Wolfsbronn.
Ein Wohnstallhaus ist als Baudenkmal ausgewiesen, siehe Liste der Baudenkmäler in Oberweiler.
Oberweiler war bereits vor der Gemeindegebietsreform in Bayern in den 1970er Jahren ein Gemeindeteil von Meinheim. 1871 lebten die 34 Einwohner Oberweilers in 13 Gebäuden; sie besaßen 1873 insgesamt ein Pferd und 43 Stück Rindvieh.